# 1772
| 1772               |
| ------------------ |
| Dødsfald - Fødsler |
| • Begivenheder     |

| Gregoriansk kalender | 1772 MDCCLXXII          |
| Ab urbe condita      | 2525                    |
| Armensk kalender     | 1221 ԹՎ ՌՄԻԱ            |
| Kinesiske kalender   | 4468 – 4469 辛卯 – 壬辰 |
| Etiopisk kalender    | 1764 – 1765             |
| Jødisk kalender      | 5532 – 5533             |
| Hindukalendere       |                         |
| - Vikram Samvat      | 1827 – 1828             |
| - Shaka Samvat       | 1694 – 1695             |
| - Kali Yuga          | 4873 – 4874             |
| Iransk kalender      | 1150 – 1151             |
| Islamisk kalender    | 1186 – 1187             |

Konge i Danmark: Christian 7. 1766 – 1808
Se også 1772 (tal)

## Begivenheder

### Udateret
- Lattergas beskrives første gang af Joseph Priestley
- Joseph Louis Lagrange beregner sig frem til eksistensen af de såkaldte Lagrange-punkter.

### Januar
- 1. januar - London Credit Exchange Company udsteder de første rejsechecks, som accepteres i 90 byer og giver garanti mod tyveri.
- 16. januar – Under paladstjeneste gør Falsterske Regiment til Fods oprør mod Struensee. De anholder ham, dronning Caroline Mathilde og grev Brandt efter et maskebal på Christiansborg

### April
- Struensee og Brandts henrettelse på Øster-fælled 30. april 177225. april - Struensee hans medsammensvorne, Brandt, dødsdømmes for majestætsforbrydelser. Struensee dømmes for magtmisbrug og for at være dronningens elsker. Dronning Caroline dømmes til skilsmisse
- 30. april - Struensee og Brandt henrettes på Øster-fælled

### Juli
- 13. juli - Royal Navy's HMS Resolution sejler fra kajen i Plymouth, England, under ledelse af kaptajn James Cook

### August
- 5. august – Polens første deling, hvor hver det russiske, det tyske og det østrig-ungarske kejserdømme hver tager en bid af Polen
- 19. august - Gustav 3. af Sverige gennemfører et ublodigt statskup for at forøge sin magt
- 21. august - Gustav 3. fuldender sin overtagelse af magten i Sverige, der i et halvt århundrede i praksis havde ligget hos Riksdagen.

## Født
- 8. juni – Robert Stevenson, skotsk ingeniør og opfinder.

## Dødsfald
- 18. februar – J.H.E. Bernstorff, dansk statsmand, (født 1712).
- 28. april – Johann Friedrich Struensee henrettes. Tysk læge og politiker (født 1737).
- Ukendt - Moritz Georg Moshack, dansk instrumentmager (født 1730).